# Budha
Budha je v hindujski mitologiji ime za planet Merkur, sina Chandre (Lune).
Budhe ne smemo zamenjevati z Budo, razsvetljenega, prebujenega.